# Jerome Rothenberg
Jerome Rothenberg, född 11 december 1931 i New York, död 21 april 2024, var en amerikansk poet och översättare.

## Svenska översättningar
- Dikter kring ett spel om tystnaden (Poems for the game of silence) (översättning: Jan Östergren) (Cavefors, 1976)[11]